# Žiro
Žiro (též příkaz k úhradě nebo hladká platba) je bezhotovostní platební metoda umožňující posílat peníze z účtu příkazce na jiný bankovní účet. Žiro je primárně evropský fenomén, přestože existuje i v USA. Pro převod plateb mezi bankami je zřízeno clearingové centrum, kam banky posílají seznamy plateb zadané příkazci (těmi, kdo peníze posílají), a které provede nejprve vzájemné zúčtování a teprve pak pošle výsledné částky do jednotlivých bank. Protože mnoho bankovních příkazů se navzájem vyruší, dojde k přenosu mezi bankami mnohem menších částek, než kdyby se každý převod vypořádával mezi bankami zvlášť. Zároveň je pro zajištění možnosti posílat peníze z jakékoliv banky do jakékoliv jiné nutné pouze to, aby všechny měly smlouvu s clearingovým centrem, což je administrativně výhodné.

## Vypořádání mezibankovních plateb
Vypořádání mezibankovních plateb (plateb z jedné banky do druhé) v českých korunách probíhá v České republice prostřednictvím vypořádávacího střediska CERTIS (Czech Express Real Time Interbank Gross Settlement system), provozovaného Českou národní bankou. Peníze jsou fakticky převedeny v okamžiku, kdy odesílající banka středisku CERTIS převod peněžních prostředků zadá; v závislosti na zvoleném typu převodu se však liší doba, za jakou se o provedeném převodu dozví přijímající banka.
Rozlišují se následující typy převodů:

#### Neprioritní převody
- přehled o nich se vystavuje jednou za 60 minut
- za neprioritní platbu ČNB účtuje poplatek 0,09 Kč[2]

#### Prioritní převody
- přehled o nich se vystavuje jednou za 10 minut
- v závislosti na konkrétní bance někdy označovány jako "expresní" nebo "spěšné"
- označení "prioritní" se vztahuje jen k režimu zpracování platby ve středisku CERTIS, přijímající banka není povinna takovou platbu přednostně připsat
- za prioritní platbu ČNB účtuje poplatek 1,00 Kč[2]

#### Okamžité platby
- probíhají v režimu 365/7/24 a zpravidla se provedou do cca 10 sekund
- tyto platby nepřijímají všechny banky
- za okamžitou platbu ČNB účtuje poplatek 0,10 Kč[2]

Středisko CERTIS je v provozu v pracovní dny od 17 hod. předchozího dne (dne D-1) do 16 hod. daného pracovního dne (dne D). Již od 17 hod. dne D-1 jsou přijímány příkazy k převodu, které mají být uskutečněny v den D. Tyto příkazy začnou být vypořádávány o půlnoci.

## Typy příkazu k úhradě
Příkaz k úhradě lze zadat jen v té bance, u které je účet veden. Opakem tohoto příkazu k úhradě (žira) je příkaz k inkasu – platba čerpaná z jiného účtu ve prospěch účtu příkazce.
- jednorázový příkaz k úhradě
- hromadný příkaz k úhradě
- trvalý příkaz k úhradě

## Náležitosti příkazu k úhradě
Příkaz k úhradě obsahuje povinné údaje, bez kterých by nemohl být proveden, a pak nepovinné, které platbu upřesňují, popisují atp. Příkaz k úhradě je možné zadat pomocí formuláře (v bance na přepážce) nebo elektronicky (přes webové rozhraní banky, tzv. elektronické bankovnictví), z mobilního zařízení (aplikace do telefonu), po telefonu. Pro mezinárodní platby je nutné znát IBAN (mezinárodní formát čísla účtu) a SWIFT/BIC (mezinárodní identifikační kód banky).
povinné údaje
- bankovní spojení plátce (číslo účtu)
- bankovní spojení příjemce (číslo účtu a číslo banky)
- částka
- označení měny, v níž má být placeno
- datum (a místo) vystavení příkazu
- datum splatnosti (příkaz bez označení splatnosti je splatný ihned, resp. následující pracovní den)
- podpis podle podpisového vzoru

volitelné údaje
- variabilní symbol (bližší určení platby např. číslo faktury)
- konstantní symbol (označuje určeným kódem, za co platíme)
- specifický symbol (doplňující rozlišení platby nad rámec variabilního symbolu)